# کوسیننا
کوسیننا (به لاتین: Kosinna) یک منطقهٔ مسکونی در سری‌لانکا است که در استان مرکزی (سری‌لانکا) واقع شده‌است.